# CLC (група)
CLC (на корейски: 씨엘씨, инициали за CrystaL Clear) е момичешка група от Южна Корея, формирана от Cube Entertainment през 2015 г. Групата се състои от 5 изпълнителки: О Сънг-хи, Чой Ю-джин, Чанг Сънг-йон, Джанг Йе-ън и Куон Ън-бин. Групата прави своя дебют на 19 март 2015 г. с мини албума First Love. Елки Чонг напуска групата през 2021 поради лични причини. На 16 ноември 2021 Сорн напуска групата.

## Преди дебют
CLC (Сънгхи, Юджин, Сънгйон, Сорн и Йеън) се появяват за пръв път като танцьори за песента на G.NA G.NA's Secret през 2014. Групата е и модел за училищните униформи „Smart“, където участват и GOT7 и B1A4 за клипа на „Family“.
Групата придобива популярност заради улични представления, в помощ на деца с увреждания. Това е включено в тяхното първо документално шоу, „CLC's Love Chemistry“.

### 2015: Дебют сFirst LoveиQuestion
CLC първоначално дебютира с 5 члена (Сънгхи, Юджин, Сънгйон, Сорн и Йеън). Групата издава първия си мини албум First Love, включващ сингъла „Pepe“, на 19 март 2015.
На 16 април, CLC пуска специален дигитален сингъл „Eighteen“.
На 28 май, CLC се завръща с втория си мини албум Question и сингъла"Curious (Like)".

### 2016: Нови членове,Refresh, японски дебют,NU.CLEARиChamisma
На 24 февруари 2016, Cube Entertainment обявява, че CLC ще се завърне с мини албума Refresh на 29 февруари и с две нови попълнения, които, по-късно става ясно, са Елки Чонг от Хонконг и Куон Ънбин.
CLC правят японския си дебют на 13 април с японския мини албум High Heels.
Групата издава четвърти мини албум на име „Nu.Clear“ на 30 май, със заглавната песен „No Oh Oh“, написана от Shinsadong Tiger. „Nu.Clear“ представлява „New“ и „Crystal Clear“, име, което отбелязва новата промяна на CLC в музиката.
На 27 юли CLC издават втория японски мини албум, Chamisma.

### 2017–настояще:CrystyleиFree'sm
На 27 декември 2016 Cube Entertainment обявява, че CLC ще издаде нов албум през януари с нова, по-различна концепция. На 17 януари 2017 CLC издава петия си мини албум Crystyle.
На 11 юли, Cube Enetrtainment обявява, че CLC ще издаде нов албум с различна концепция. CLC издава своя шести мини албум, Free'sm (игра на думи с „prism“ и „free“) на 3 август.

## Състав

### Настоящи участнички

#### Сънгхи
О Сънг-хи (корейски: 오승희) е родена на 10 октомври 1995 в Гуангджу, Южна Корея. Тя е главен вокалист и бивш лидер на групата.
През 2013, заедно с Юджин (като Cube Girls) издават съвместна песен, „Perfume“ с Янг Йособ (Beast/HIGHLIGHT) като част от проекта на Cube Entertainment Cube Voice Project. През 2014, издава съвместна песен с Юк Сънгдже (BtoB) на име „Curious“ (공금해), която е част от оригиналния саундтрак за драмата, Plus Nine Boys. Преди дебюта си, тя участва в музикалните видеа на BtoB „2nd Confession“ и „The Winter's Tale“.
През 2016, тя участва в състезанието „Girl Spirit“, което е за малко известни момичешки групи.

#### Юджин
Чой Ю-джин (корейски: 최유진) е родена на 12 август 1996 в Джонджу, Южна Корея. Тя е една от главните танцьори и суб-вокалистите на групата.
През 2013, заедно със Сънгхи (като Cube Girls) издават съвместна песен, „Perfume“ с Янг Йособ (Beast/HIGHLIGHT) като част от проекта на Cube Entertainment Cube Voice Project.
През 2015, тя става част от екипа на шоуто Real Men за Women Army Special. През юни 2021 беше обявено, че Юджин ще участва в състезанието Planet 999 , като трейни. Сега е член на момичешката к-поп група Kep1er.
През 2016, камео роля в уеб драмата Nightmare Teacher като Чон Юна. След това получава първата си актьорска роля в уеб-ситкома „Green Fever“ (내일 부터 우리는) през 2017.

#### Сънгйон
Чанг Сънг-йон (корейски: 장승연) е родена на 6 ноември 1996 в Сонгнам, Южна Корея. Тя е сегашния лидер, главния танцьор и вокал в групата. Тя завършва School of Performing Arts Seoul.

#### Сорн
Сорн (корейски: 손) е родена с името Чонасорн Саджакул (тайландски: ชลนสร สัจจกุล, корейски: 촌나손 사짜꾼) на 18 ноември 1996 в Тайланд. Тя е суб-вокалист на групата. Сорн завършва Korea Kent Foreign School. Може да говори 4 езика: корейски, английски, мандарин и тайландски.
Тя участва в първи сезон на кей поп състезанието K-Pop Star Hunt през 2011, което тя печели и получава възможността да стане трейни (стажант) в Cube Entertainment. Сорн участва в документалното предаване на SBS „Когато Чарлз срещна Чулсу“ през 2014, показвайки ежедневните си тренировки в Кюб.
През април 2017 Сорн започна своя канал „Produsorn“, в който предава на живо.

#### Йеън
Джанг Йе-ън (корейски: 장예은) е родена на 10 август 1998 в Донгдучон, Южна Корея. Тя е главен рапър и суб-вокалист в групата. Тя завършва School of Performing Arts Seoul през февруари 2017.
През 2016 става модел, заедно с BtoB, за пролетната акция на марката TBJ.
Тя взима участие в писането на рапа и е в надписите на някои от песните на CLC като: What Planet Are You From? (어느 별에서 왔니), „Day by Day“ „It's Too late“ (진작에) от мини албума, Nu.Clear и „Mistake“, „Meow Meow“ (미유미유), и „I Mean That“ (말이야) от мини албума Crystyle. Йеън участва и в предаването Good Girl от 2020, заедно с Хьойон от Girls Generation, Айли, Джиу от KARD, Чийта, Джейми и други.

#### Ънбин
Куон Ън-бин (корейски: 권은빈) е родена на 6 януари 2000 в Сеул, Южна Корея. Посещава Hanlim Multi Art School.
Тя е добавена като нов член в групата през февруари 2016, докато участва в шоуто Produce 101. Заради договора си с Mnet, тя не може да участва в промотирането на албума Refresh. Ънбин завършва на 35-о място.

### Бивши участнички

#### Елки
Елки (корейски: 엘키), е родена с името Чонг Тинг-ян (корейски: 장정흔, кантонски: 莊錠欣) на 2 ноември 1998 в Хонконг. Тя е суб-вокалист. Може да говори три езика: китайски, английски и корейски.
Елки се присъединява към Cube Entertainment чрез прослушване в Корея през 2015. Тя е представена като нов член на групата през февруари 2016. Тя е бивша детска актриса в Хонг Конг и бивш член на момичешката група от Хонг Конг „Honey Bees“. Елки напуска групата през 2021, след като подава иск в съда, за прекратяване на договора си с Cube Entertainment.

#### Сорн
Сорн (корейски: 손) е родена с името Чонасорн Саджакул (тайландски: ชลนสร สัจจกุล, корейски: 촌나손 사짜꾼) на 18 ноември 1996 в Тайланд. Тя е суб-вокалист на групата. Сорн завършва Korea Kent Foreign School. Може да говори 4 езика: корейски, английски, мандарин и тайландски.
Тя участва в първи сезон на кей поп състезанието K-Pop Star Hunt през 2011, което печели и получава възможността да стане трейни (стажант) в Cube Entertainment. Сорн участва в документалното предаване на SBS „Когато Чарлз срещна Чулсу“ през 2014, показвайки ежедневните си тренировки в Кюб.

## Дискография

### Мини албуми
| Заглавие   | Детайли | Най-висока позиция в класация | Най-висока позиция в класация | Най-висока позиция в класация | Продажби     |
| Заглавие   | Детайли | KOR                           | JPN                           | US World                      | Продажби     |
| Корейски   | Корейски | Корейски                      | Корейски                      | Корейски                      | Корейски     |
| ---------- | --- | ----------------------------- | ----------------------------- | ----------------------------- | ------------ |
| First Love | - Публикуван: 19 март 2015 - Компания: Cube Entertainment, CJ E&M Music - Формат: CD, дигитални сваляния     | 11                            | —                             | —                             | - KOR: 5277+ |
| Question   | - Публикуван: 28 май 2015 - Компания: Cube Entertainment, CJ E&M Music - Формат: CD, дигитални сваляния      | 9                             | —                             | —                             | - KOR: 4634+ |
| Refresh    | - Публикуван: 29 февруари 2016 - Компания: Cube Entertainment, CJ E&M Music - Формат: CD, дигитални сваляния | 6                             | —                             | —                             | - KOR: 2737+ |
| Nu.Clear   | - Публикуван: 30 май 2016 - Компания: Cube Entertainment, CJ E&M Music - Формат: CD, дигитални сваляния      | 16                            | —                             | —                             | - KOR: 4593+ |
| Crystyle   | - Публикуван: 17 януари 2017 - Компания: Cube Entertainment, CJ E&M Music - Формат: CD, дигитални сваляния   | 10                            | 6                             | 6                             | - KOR: 5769  |
| FREE'SM    | - Публикуван: 3 август 2017 - Компания: Cube Entertainment, CJ E&M Music - Формат: CD, дигитални сваляния    | –                             | –                             | –                             | - KOR:–      |
| Японски    | |                               |                               |                               |              |
| High Heels | - Публикуван: 13 април 2016 - Компания: Cube Entertainment Japan - Формат: CD, дигитални сваляния            | —                             | 23                            | —                             | - JPN: 2599+ |
| Chamisma   | - Публикуван: 27 юли 2016 - Компания: Cube Entertainment Japan - Формат: CD, дигитални сваляния              | —                             | 16                            | —                             | - JPN: 4775+ |

### Сингли
| Заглавие                   | Година   | Най-висока позиция в класация | Най-висока позиция в класация | Продажби (сваляния) | Албум      |
| Заглавие                   | Година   | KOR                           | US World                      | Продажби (сваляния) | Албум      |
| Корейски                   | Корейски | Корейски                      | Корейски                      | Корейски            | Корейски   |
| -------------------------- | -------- | ----------------------------- | ----------------------------- | ------------------- | ---------- |
| „Pepe“                     | 2015     | 143                           | —                             | - KOR: 34 690+      | First Love |
| „Eighteen“                 | 2015     | —                             | —                             | - KOR: 8193+        | Refresh    |
| „Like“ (궁금해)            | 2015     | 173                           | —                             | - KOR: 21 104+      | Question   |
| „High Heels“ (예뻐지게)    | 2016     | 120                           | —                             | - KOR: 14 278+      | Refresh    |
| „No Oh Oh“ (아니야)        | 2016     | 144                           | —                             | - KOR: 17 484+      | Nu.Clear   |
| „Hobgoblin“ (도깨비)       | 2017     | —                             | 4                             |                     | Crystyle   |
| „Where Are You?“ (어디야?) | 2017     | —                             | —                             |                     | Free'sm    |
| Японски                    |          |                               |                               |                     |            |
| „High Heels“               | 2016     | —                             | —                             |                     | High Heels |
| „Chamisma“                 | 2016     | —                             | —                             |                     | Chamisma   |

### Оригинални саундтракове
| Година | Заглавие             | Албум          |
| ------ | -------------------- | -------------- |
| 2015   | „Remember Your Wish“ | Ar:piel OST    |
| 2015   | „지금은 연구중“      | Ar:piel OST    |
| 2016   | „Pounding Love“      | Choco Bank OST |

### Съвместни песни
| Година | Заглавие            | Член/ове      | Артист                                                | Албум                             |
| ------ | ------------------- | ------------- | ----------------------------------------------------- | --------------------------------- |
| 2013   | „Perfume“           | Сънгхи, Юджин | Янг Йособ и Cube Girls                                | Cube Voice Project                |
| 2014   | „Curious“           | Сънгхи        | Юк Сънгдже                                            | Plus Nine Boys OST                |
| 2016   | „Don't Matter“      | Ънбин         | Hualyeogangsan                                        | Produce 101 – 35 Girls 5 Concepts |
| 2016   | „Special Christmas“ | Всички        | Хьона, Джанг Хюн-сънг, BTOB, Ро Джихун, CLC, PENTAGON | 2016 United Cube Project 1        |

## Видеография

### Музикални видеоклипове
| Година                       | Заглавие         | Режисьор              |
| ---------------------------- | ---------------- | --------------------- |
| 2015                         | „Pepe“           | Хонг Уонки (Zanybros) |
| 2015                         | „Curious (Like)“ | Хонг Уонки (Zanybros) |
| 2016                         |                  | Хонг Уонки (Zanybros) |
| „High Heels (Short Ver.)“    |                  | Хонг Уонки (Zanybros) |
| „High Heels“                 |                  | Хонг Уонки (Zanybros) |
| „High Heels (Japanese Ver.)“ |                  | Хонг Уонки (Zanybros) |
| „No Oh Oh“                   |                  |                       |
| „Chamisma“                   |                  |                       |
| 2017                         | „Hobgoblin“      | Vikings League        |
| 2017                         | „Where Are You?“ |                       |

### Участия в музикални видеоклипове
| Година | Заглавие                      | Артист           | Член/ове                 |
| ------ | ----------------------------- | ---------------- | ------------------------ |
| 2013   | „2nd Confession“              | BTOB             | Сънгхи                   |
| 2014   | „G.NA's Secret“               | G.NA             | Всички, без Елки и Ънбин |
| 2014   | „Beep Beep“                   | BTOB             | Юджин, Сънгйон и Йеън    |
| 2014   | „The Winter's Tale“           | BTOB             | Сънгхи                   |
| 2015   | „Family“ (with B1A4 and GOT7) | SMART CF         | Всички, без Елки и Ънбин |
| 2015   | „Remember Your Wish“          | Ar:piel OST      | Всички, без Елки и Ънбин |
| 2015   | „KIMISHIKA“                   | Dongwoon (Beast) | Йеън                     |
| 2015   | „Pick Me“                     | Produce 101      | Ънбин                    |